# The Gregory Brothers
The Gregory Brothers est un groupe de musique américain originaire du quartier de Brooklyn à New York. 
Formé en 2007 et composé de Michael Gregory, Andrew Rose Gregory, Evan Gregory et Sarah Fullen Gregory (qui est l’épouse d’Evan), ils se sont fait connaître grâce à leurs vidéos virales musicales, notamment la série des Auto-Tune the News et Songify This.

## Membres
- Michael Gregory : voix, batterie
- Andrew Rose Gregory : voix, guitare
- Evan Gregory : voix, claviers
- Sarah Fullen Gregory : voix, basse